# Prekoračani
Prekoračani is een plaats in de gemeente Čačinci in de Kroatische provincie Virovitica-Podravina. De plaats telt 5 inwoners (2001).